# 5825 Rakuyou
5825 Rakuyou este un asteroid din centura principală de asteroizi.

## Descriere
5825 Rakuyou este un asteroid din centura principală de asteroizi. A fost descoperit pe 21 ianuarie 1990 la Dynic de Atsushi Sugie. El prezintă o orbită caracterizată de o semiaxă mare de 2,66 ua, o excentricitate de 0,17 și o înclinație de 12,1° în raport cu ecliptica.